# Apeadero de Santo Amaro-Veiros
Nota: No confundir con la Estación de Santo Amaro, en la Línea de Cascais.
El Apeadero de Santo Amaro-Veiros, originalmente denominado como Apeadero de Santo Amaro, fue una plataforma ferroviaria del Ramal de Portalegre, que servía a las localidades de Santo Amaro y Veiros, en Portugal.

## Historia
Esta fue una de las plataformas ferroviarias originales del tramo entre Sousel y Monte de Vide-Vaiamonte, que abrió a la explotación el 20 de enero de 1937; entró en servicio con el nombre de Apeadero de Santo Amaro.